# Bandarpunchgletscher
Der Bandarpunchgletscher befindet sich im Distrikt Uttarkashi im indischen Bundesstaat Uttarakhand.
Der 12 km lange Gletscher strömt in einem Bogen, anfangs nach Norden und später nach Westen, durch den westlichen Garhwal-Himalaya. Der Gletscher befindet sich im Einzugsgebiet der Yamuna. Der Bandarpunchgletscher speist den Ruinsara Gad, einen linken Nebenfluss des Supin, den linken Quellfluss des Tons. Der Gletscher wird von den Gipfeln Bandarpunch West (6102 m), Bandarpunch (6316 m), Kalanag (6387 m) und Swargarohini (6252 m) flankiert.